# Aiguille de l’A Neuve
Die Aiguille de l’A Neuve ist ein Berg der Mont-Blanc-Gruppe, an der Grenze zwischen dem Kanton Wallis in der Schweiz und dem Département Haute-Savoie in Frankreich. Der Gipfel liegt rund 500 Meter nördlich des Tour Noir auf einer Höhe von 3753 m ü. M.
Die Aiguille de l’A Neuve liegt auf der Grenze zwischen den Gemeinden Chamonix-Mont-Blanc in Frankreich und Orsières in der Schweiz. Der nächstgelegene Ort ist La Fouly im schweizerischen Val Ferret.
Der A-Neuvegletscher liegt auf der Ostseite der Aiguille de l'A Neuve an der steilen Bergflanke über dem Tal A Neuve.
Ausgangspunkt für Besteigungen ist die Cabane de l’A Neuve des Schweizerischen Alpen-Clubs SAC.